# Brunetto Latini

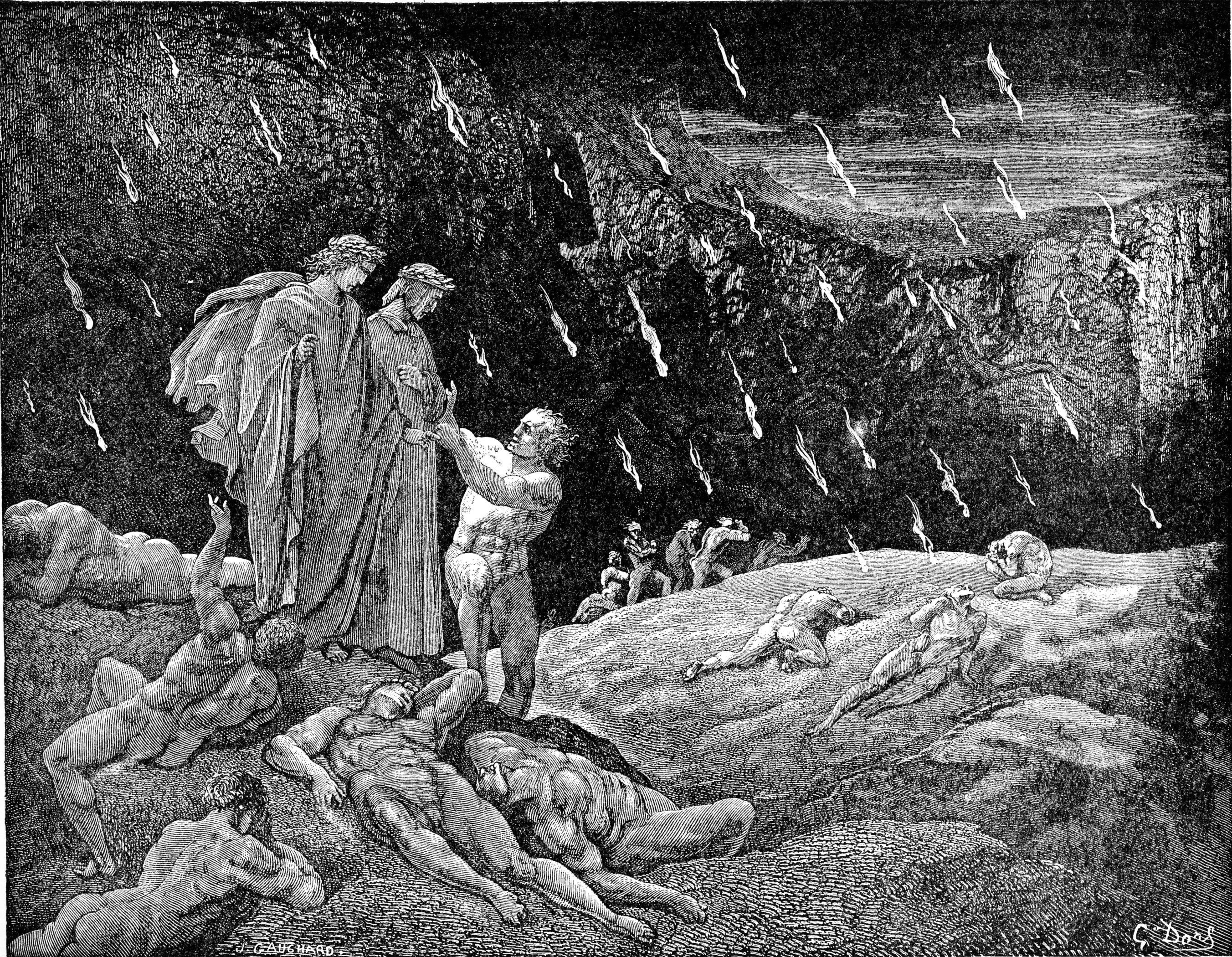
Dante, alături de Virgiliu, este interpelat de Brunetto Latini, imagine din Infernul, cântul XV, după o gravură de Gustave Doré

Brunetto Latini (n. 1220, Florența, Republica Florentină – d. 1294), care s-a semnat și Burnectus Latinus în latină sau Burnecto Latino în italiană, a fost un scriitor, savant, filozof și om politic italian.
A fost tutorele lui Dante după moartea tatălui acestuia.
Persoana sa este menționată în "Divina Comedie" în Infernul XV.82-87.
Cea mai valoroasă scriere a sa a fost poemul didactic Il tesoretto (c. 1262, Mica comoară), un rezumat al lucrării cu caracter enciclopedic, scrisă în franceza populară și intitulată Li livres dou tresor (1262/1265, Cărțile comorii).